# یواس‌اس وینسلو (دی‌دی-۳۵۹)
یواس‌اس وینسلو (دی‌دی-۳۵۹) (به انگلیسی: USS Winslow (DD-359)) یک کشتی بود که طول آن ۳۸۱ فوت (۱۱۶ متر) بود. این کشتی در سال ۱۹۳۶ ساخته شد.